# Moradillo de Roa
Moradillo de Roa es un municipio y localidad española de la provincia de Burgos, en la comunidad autónoma de Castilla y León, comarca de la Ribera del Duero, partido judicial de Aranda.
Posee un complejo etnográfico de 157 bodegas y siete lagares. Las bodegas son cuevas excavadas bajo el manto de un cerro. En el año 2023 diversos medios de comunicación compararon el complejo etnográfico con una aldea hobbit, trayendo como consecuencia de esto una gran afluencia de visitantes y turistas.

## Geografía

### Ubicación
La localidad de Moradillo de Roa se encuentra en el sur de la provincia de Burgos, a 840 m s. n. m. , a 107 km de la ciudad de Burgos y 25 km de Roa, y tiene una superficie de 11,72 km².
El término municipal confina al N con los municipios de Hontangas y Torregalindo, al E con Fuentenebro, al S con Aldehorno, y al O con Haza (exclave de Páramo de Corcos) y La Sequera de Haza.

### Clima
El clima de Moradillo de Roa es mediterráneo continentalizado, como consecuencia de la elevada altitud y su alejamiento de la costa, sus principales características son:
- La temperatura media anual es de 11,50 °C con una importante oscilación térmica entre el día y la noche que puede superar los 20 °C. Los inviernos son largos y fríos, con frecuentes nieblas y heladas, mientras que los veranos son cortos y calurosos, con máximas en torno a los 30 °C, pero mínimas frescas, superando ligeramente los 13 °C.

- Las precipitaciones anuales son escasas (453,70mm) pero se distribuyen de manera relativamente equilibrada a lo largo del año excepto en el verano que es la estación más seca (71,10mm). Las montañas que delimitan la meseta retienen los vientos y las lluvias, excepto por el Oeste, donde la ausencia de grandes montañas abre un pasillo al Océano Atlántico por el que penetran la mayoría de las precipitaciones que llegan a Moradillo de Roa.

| Precipitaciones por estación (mm) |        |        |          |        |
| Primavera                         | Verano | Otoño  | Invierno | TOTAL  |
| 135,30                            | 71,10  | 120,30 | 127,00   | 453,70 |

En la Clasificación climática de Köppen se corresponde con un clima Csb (oceánico mediterráneo), una transición entre el Csa (mediterráneo) y el Cfb (oceánico) producto de la altitud. A diferencia del mediterráneo presenta un verano más suave, pero al contrario que en el oceánico hay una estación seca en los meses más cálidos.
| Parámetros climáticos promedio de Moradillo de Roa en el periodo 1961-1996                                                             | Parámetros climáticos promedio de Moradillo de Roa en el periodo 1961-1996 | Parámetros climáticos promedio de Moradillo de Roa en el periodo 1961-1996 | Parámetros climáticos promedio de Moradillo de Roa en el periodo 1961-1996 | Parámetros climáticos promedio de Moradillo de Roa en el periodo 1961-1996 | Parámetros climáticos promedio de Moradillo de Roa en el periodo 1961-1996 | Parámetros climáticos promedio de Moradillo de Roa en el periodo 1961-1996 | Parámetros climáticos promedio de Moradillo de Roa en el periodo 1961-1996 | Parámetros climáticos promedio de Moradillo de Roa en el periodo 1961-1996 | Parámetros climáticos promedio de Moradillo de Roa en el periodo 1961-1996 | Parámetros climáticos promedio de Moradillo de Roa en el periodo 1961-1996 | Parámetros climáticos promedio de Moradillo de Roa en el periodo 1961-1996 | Parámetros climáticos promedio de Moradillo de Roa en el periodo 1961-1996 | Parámetros climáticos promedio de Moradillo de Roa en el periodo 1961-1996 |
| Mes | Ene.                                                                       | Feb.                                                                       | Mar.                                                                       | Abr.                                                                       | May.                                                                       | Jun.                                                                       | Jul.                                                                       | Ago.                                                                       | Sep.                                                                       | Oct.                                                                       | Nov.                                                                       | Dic.                                                                       | Anual                                                                      |
| --- | -------------------------------------------------------------------------- | -------------------------------------------------------------------------- | -------------------------------------------------------------------------- | -------------------------------------------------------------------------- | -------------------------------------------------------------------------- | -------------------------------------------------------------------------- | -------------------------------------------------------------------------- | -------------------------------------------------------------------------- | -------------------------------------------------------------------------- | -------------------------------------------------------------------------- | -------------------------------------------------------------------------- | -------------------------------------------------------------------------- | -------------------------------------------------------------------------- |
| Precipitación total (mm) | 43.20                                                                      | 40.10                                                                      | 36.00                                                                      | 47.10                                                                      | 52.10                                                                      | 34.20                                                                      | 21.50                                                                      | 15.40                                                                      | 26.80                                                                      | 44.30                                                                      | 49.30                                                                      | 43.70                                                                      | 453.70                                                                     |
| Fuente: Ministerio de Agricultura, Alimentación y Medio Ambiente. Datos de precipitación para el periodo 1961-1996 en Moradillo de Roa |                                                                            |                                                                            |                                                                            |                                                                            |                                                                            |                                                                            |                                                                            |                                                                            |                                                                            |                                                                            |                                                                            |                                                                            |                                                                            |

## Demografía
Moradillo de Roa cuenta con una población de 170 habitantes (INE 2024).
| Gráfica de evolución demográfica de Moradillo de Roa entre 1842 y 2021                                                                                                   |
| |
| Población de derecho según los censos de población del INE. Población de hecho según los censos de población del INE.En este censo se denominaba Moradilla de Roa: 1842. |

| 1991 |  | 1996 |  | 2001 |  | 2004 |
| ---- |  | ---- |  | ---- |  | ---- |
| 225  |  | 234  |  | 209  |  | 209  |

## Historia

### sigloXIX
Así se describe a Moradillo de Roa en la página 580 del tomo XI del Diccionario geográfico-estadístico-histórico de España y sus posesiones de Ultramar, obra impulsada por Pascual Madoz a mediados del siglo XIX:

MORADILLO

Villa con ayuntamiento en la provincia, audiencia territorial y capitanía general de Burgos (17 leguas), diócesis de Osma (16), y partido judicial de Roa (4).
Situada en terreno elevado aunque llano, donde la combaten principalmente los vientos N y O; su clima es bastante benigno, siendo las enfermedades dominantes las pulmonías.
Tiene 80 casas de mediana construcción; varias calles irregulares; una pequeña plaza de figura cuadrada, y en ella la casa consistorial; una escuela de primeras letras frecuentada por 40 niños, cuyo maestro disfruta la dotación de 600 reales; una fuente a distancia de 400 pasos de la villa, de cuyas aguas, que son gruesas, se surte el vecindario para sus usos domésticos; una iglesia parroquial (San Pedro), y 2 ermitas (Nuestra Señora del Egido y San Juan), la primero en los afueras de la población y la otra dentro; sirven el culto de la citada parroquia un cura, un beneficiado servidor y un sacristán.
Confina el término N Sequera; E Fuentenebro; S Ontangas y O Torregalindo.
El terreno generalmente hablando es de mediana clase; fertiliza su vega un arroyo de poco caudal que nace a distancia de 1/4 de legua O de la villa.
Los caminos: son puramente de servidumbre para los pueblos cercanos.
Correos: la correspondencia se recibe de Aranda y Roa.
Producciones: trigo, vino y cáñamo; ganado lanar churro, y caza de liebres y perdices.
Industria: la agrícola.
Población: 86 vecinos, 362 almas.

Capital productivo: 1.842.300 reales. Imponible: 172.108. Contribución: 10.303 reales 19 maravedíes.

## Patrimonio
Uno de los encantos del lugar es la ubicación de las bodegas. Están situadas alrededor de un montículo y en su cúspide se sitúa la iglesia. Tradicionalmente las bodegas eran el punto de reunión de nuestros antepasados después de una larga jornada de trabajo en el campo. En ellas se charlaba, comía y se bebía vino ya que como se sabe estas bodegas fundamentalmente servían para mantener en buen estado el vino almacenado en cubas de madera.

### Iglesia parroquial de San Pedro Apóstol
Iglesia católica dependiente de la parroquia de Hontangas en el arcipestrazgo de Roa, diócesis de Burgos.
La iglesia está adosada a una torre medieval cuya característica principal es una escalera de caracol adosada sobre la pared de la torre hasta la cúspide.

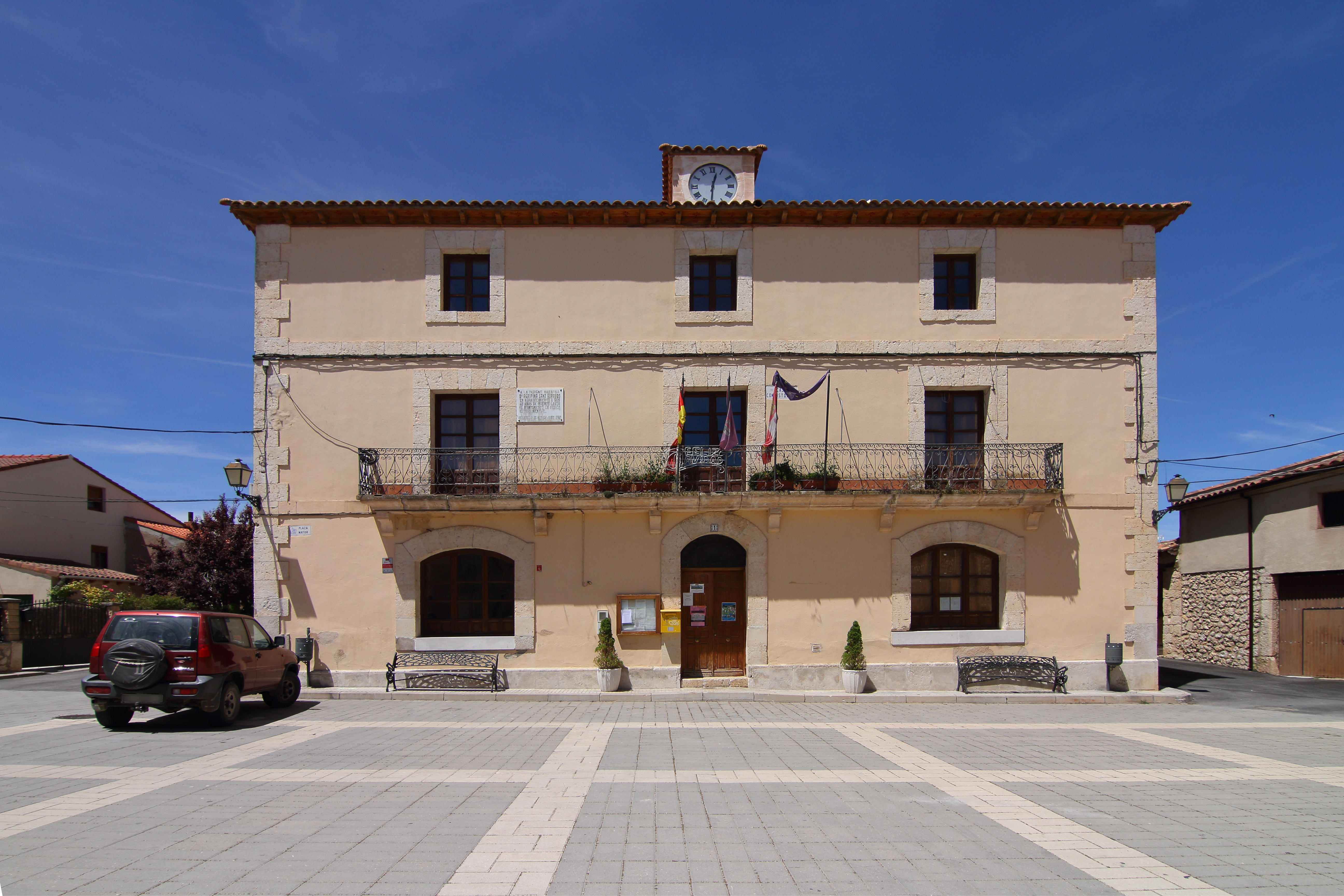
Casa Consistorial
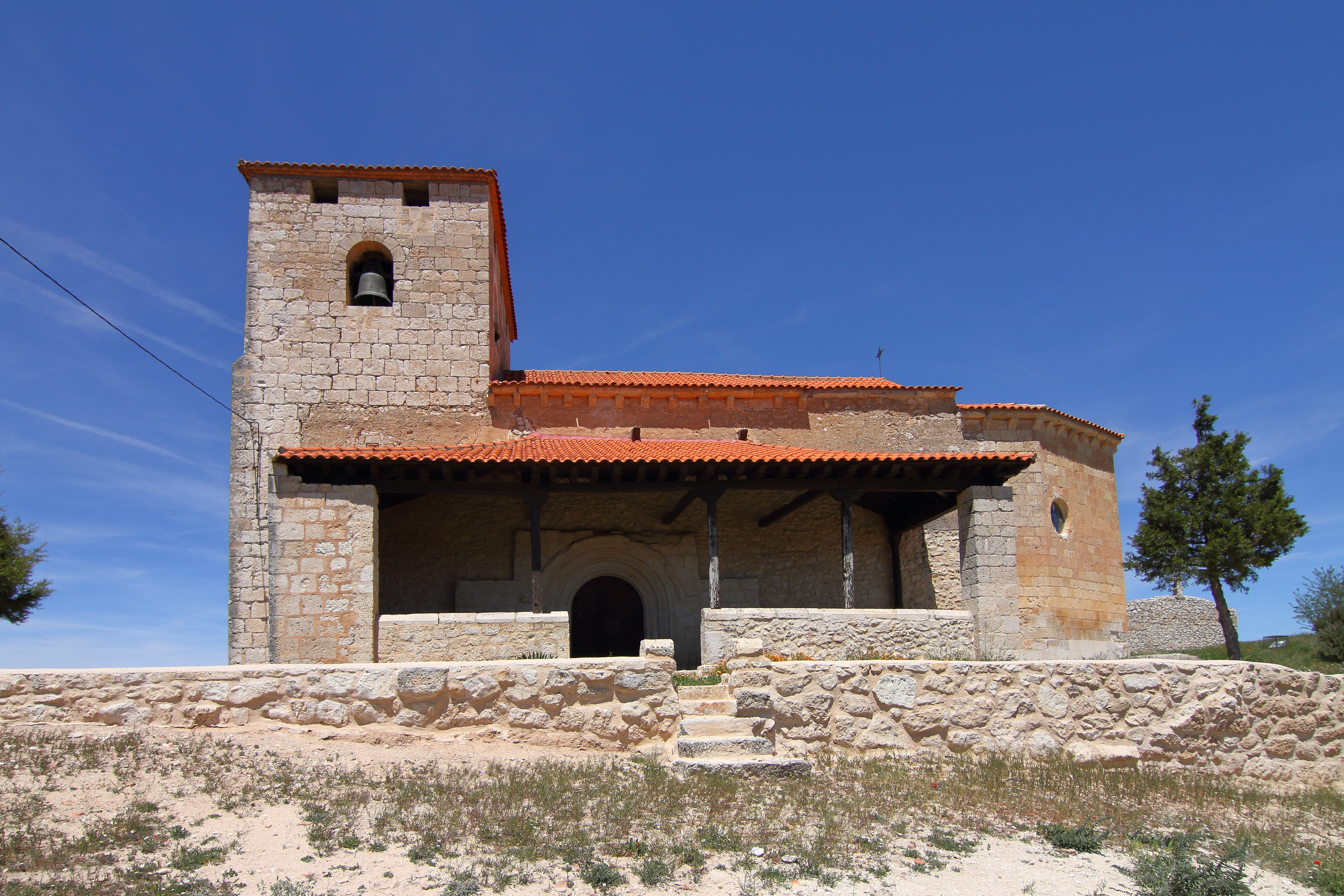
Iglesia San Pedro Apostol
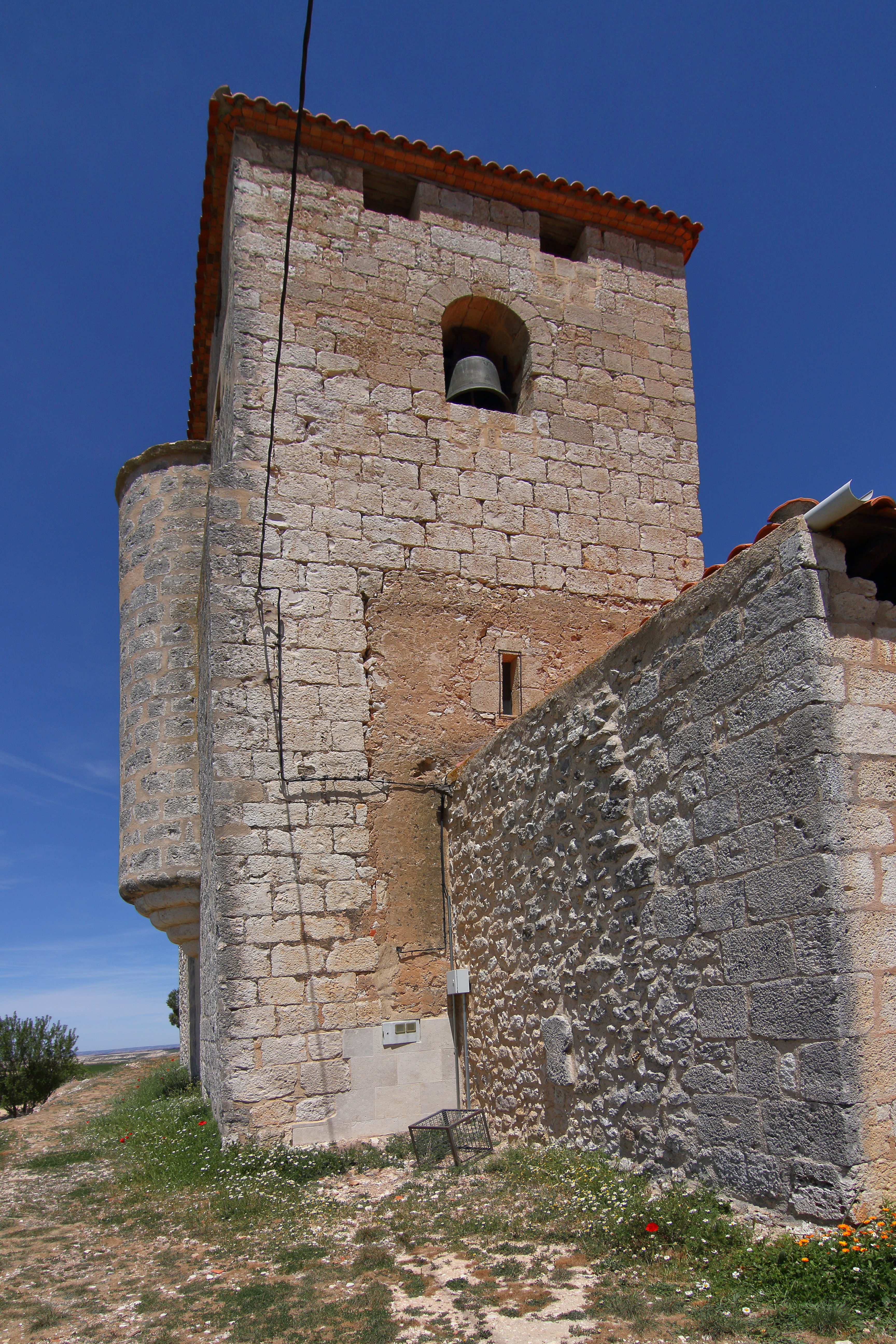
Torre fortificada
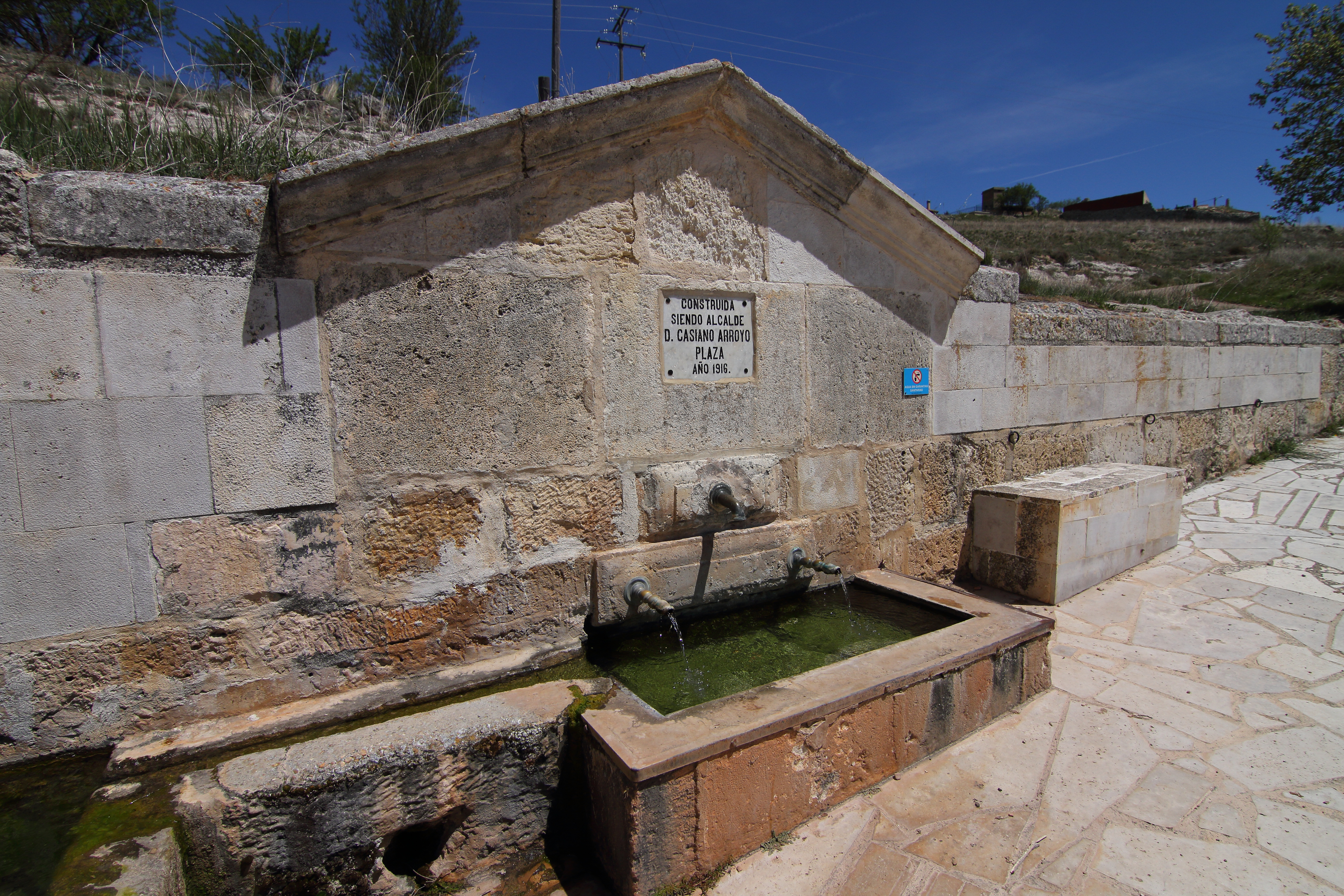
Fuente del Ejido
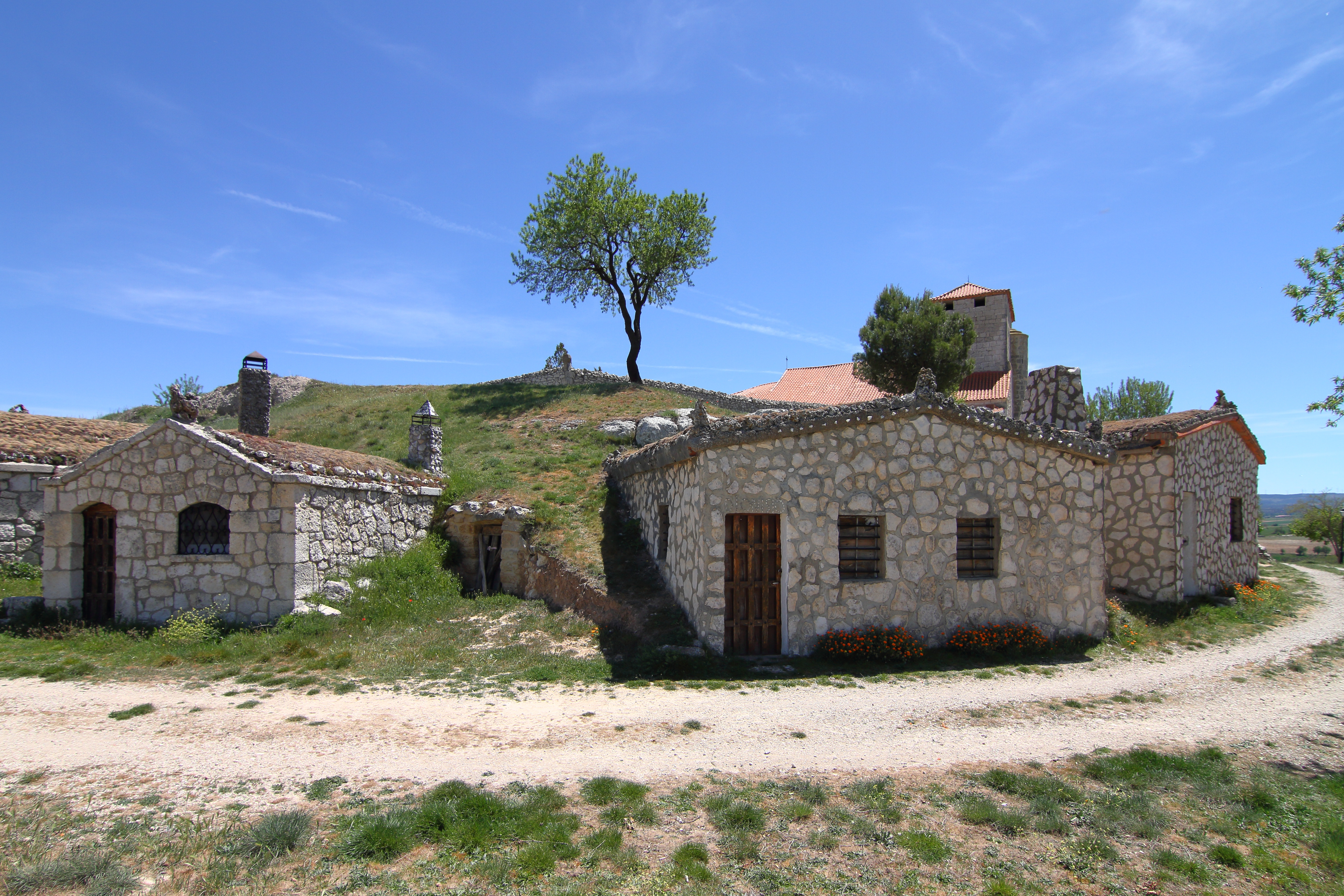
Bodegas
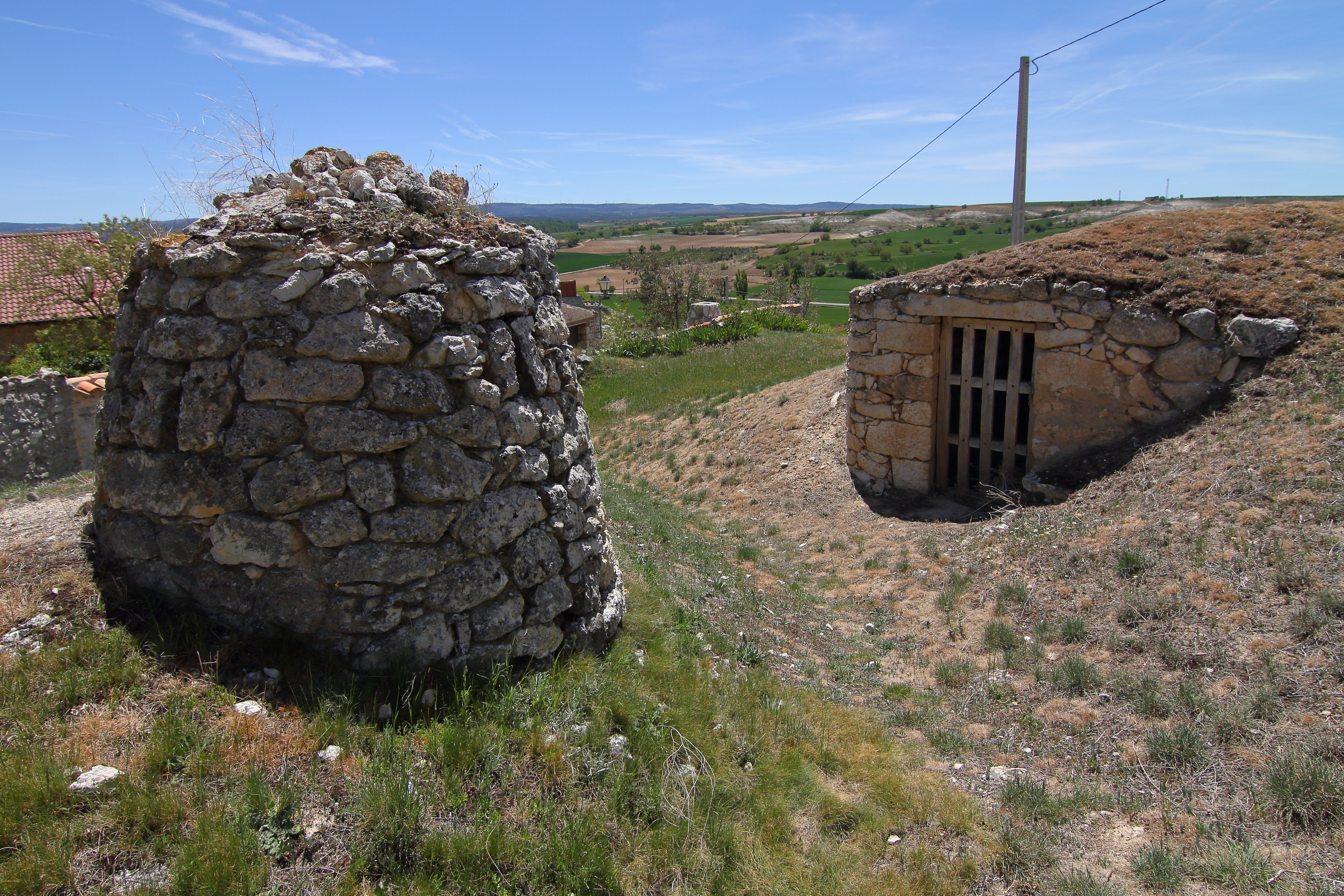
Bodegas